# Lorenzo Mercadante
 (décembre 2024).
Lorenzo Mercadante de Bretaña est un sculpteur breton actif à Séville de 1453 à 1467. À la fin du Moyen Âge gothique, il y apporte les nouveaux courants sculpturaux de l'Europe du nord et y crée une école artistique qui introduit la Renaissance en Espagne.

## Biographie
Lorenzo Mercadante de Bretaña, parfois nommé Lorenço Mercader (transposition probable de Laorans Marc'hadour), est un sculpteur breton, peut-être né à Saint-Pol-de-Léon, et actif dans la seconde moitié du XVe siècle.
Peu de choses sont connues de son parcours avant sa trace soit trouvée à Saragosse en 1446, alors qu'il est âgé d'une vingtaine d'années et s'engage pour un contrat de deux ans auprès du sculpteur béarnais Fortaner de Usesques. Il aurait collaboré entre autres, à ses côtés, au retable de la Vierge blanche de la cathédrale Saint-Sauveur de Saragosse. Comme son compatriote Juan Goas, il fait partie des artistes venus du nord de l'Europe pendant cette période, dans la foulée des échanges commerciaux entre l'Espagne, la Bourgogne, les Pays-Bas et la Bretagne. Ils rejoignent l'Aragon, la Navarre, puis la Castille, attirés par la prospérité de ces régions, leur climat, et l'attrait des nombreux projets de constructions en cours.

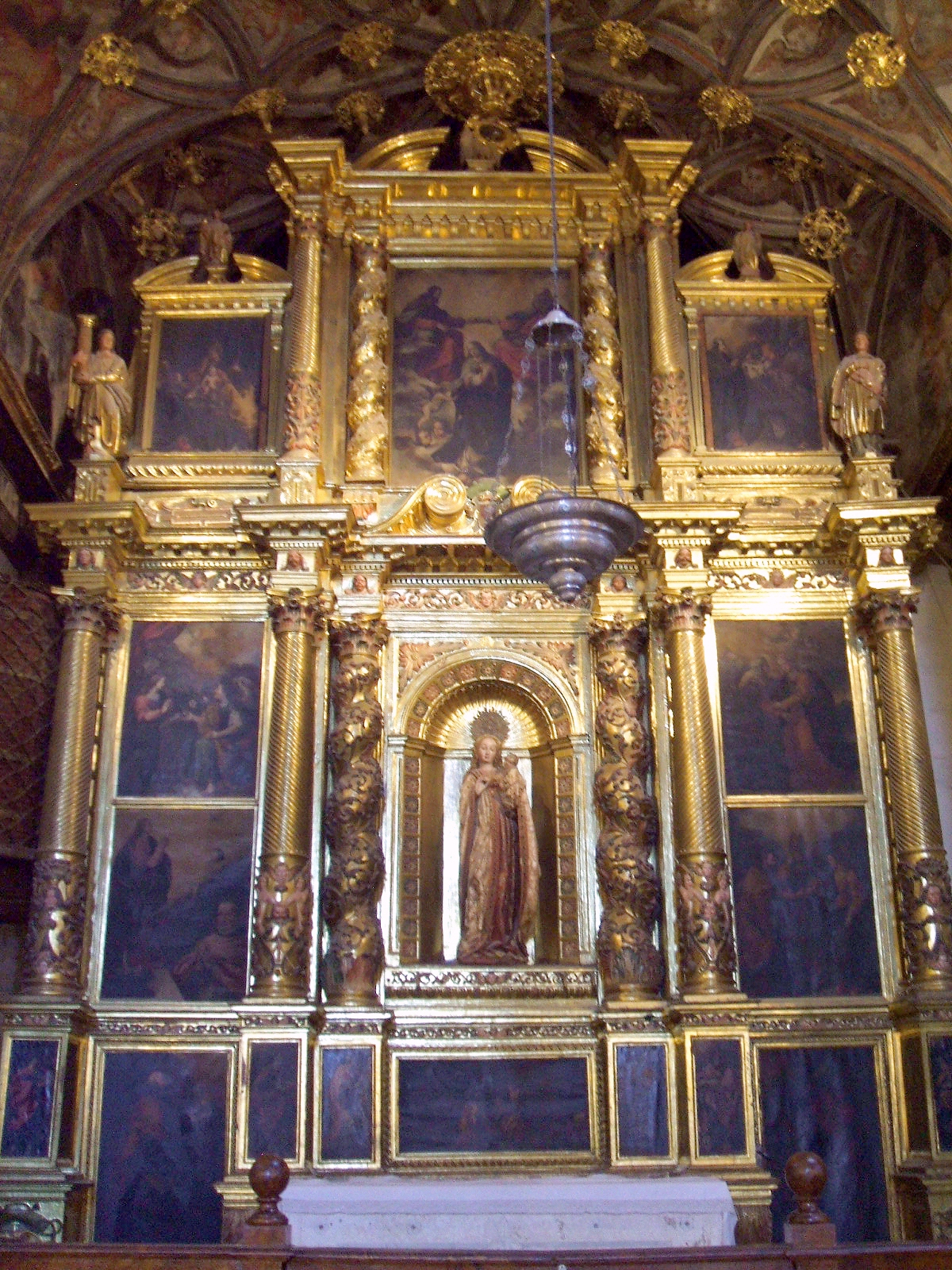
Chapelle de la Vierge blanche dans la cathédrale de Saragosse.

De 1454 à 1467, jouissant déjà d'une forte réputation, il est appelé à Séville, où il travaille, dans la Cathédrale Notre-Dame-du-Siège de Séville au tombeau du cardinal Juan de Cervantes (albâtre, 1458) et les statues des portails de la Naissance et du Baptême (terre cuite, 1464-1467).

## Œuvres

### Tombeau du cardinal Juan de Cervantes
Le chef-d'œuvre de Mercadante reste le tombeau du cardinal Juan de Cervantes (mort en 1453), dans la chapelle San Hermenegildo de la cathédrale de Séville. Le tombeau est sculpté dans l'albâtre. Le cardinal, dont le visage aux yeux mi-clos a été sculpté d'après un masque mortuaire, est représenté vêtu de ses habits sacerdotaux brodés de représentations de la Vierge, de saint Jacques le Majeur et de saint Pierre. Ses pieds reposent sur le corps d'une biche apeurée. Sur les côtés, plusieurs bas-reliefs, dont des anges portant le blason du défunt, présenté six fois sur le pourtour du socle, qui repose lui-même sur six lions. Contrairement à l'anonymat qui prévaut à l'époque chez les artistes, l'ensemble est signé sur le socle : « Lorenzo Mercadante, de Bretagne, a sculpté cette statue »,,.

Tombeau du cardinal Juan de Cervantes (albâtre).
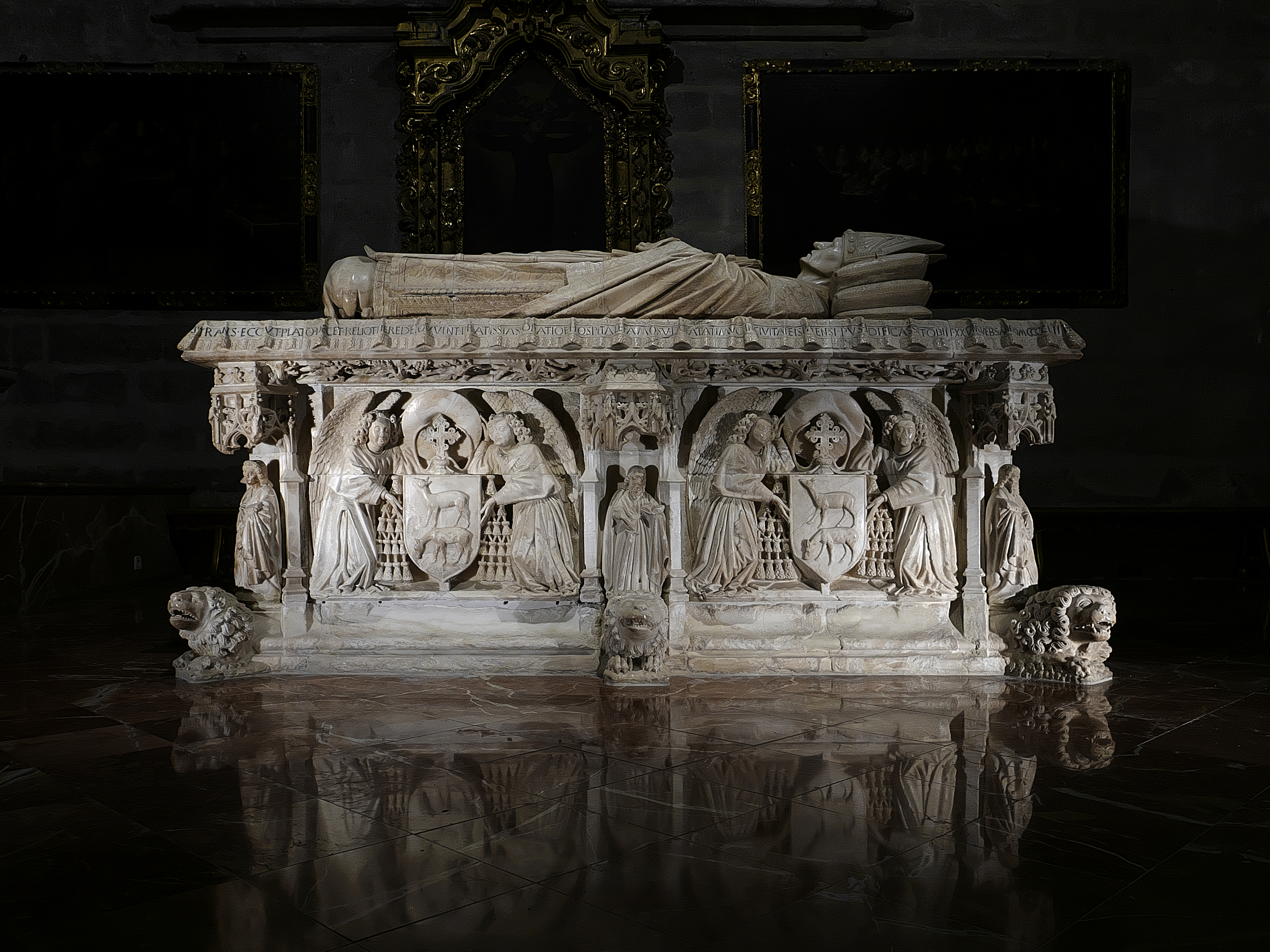
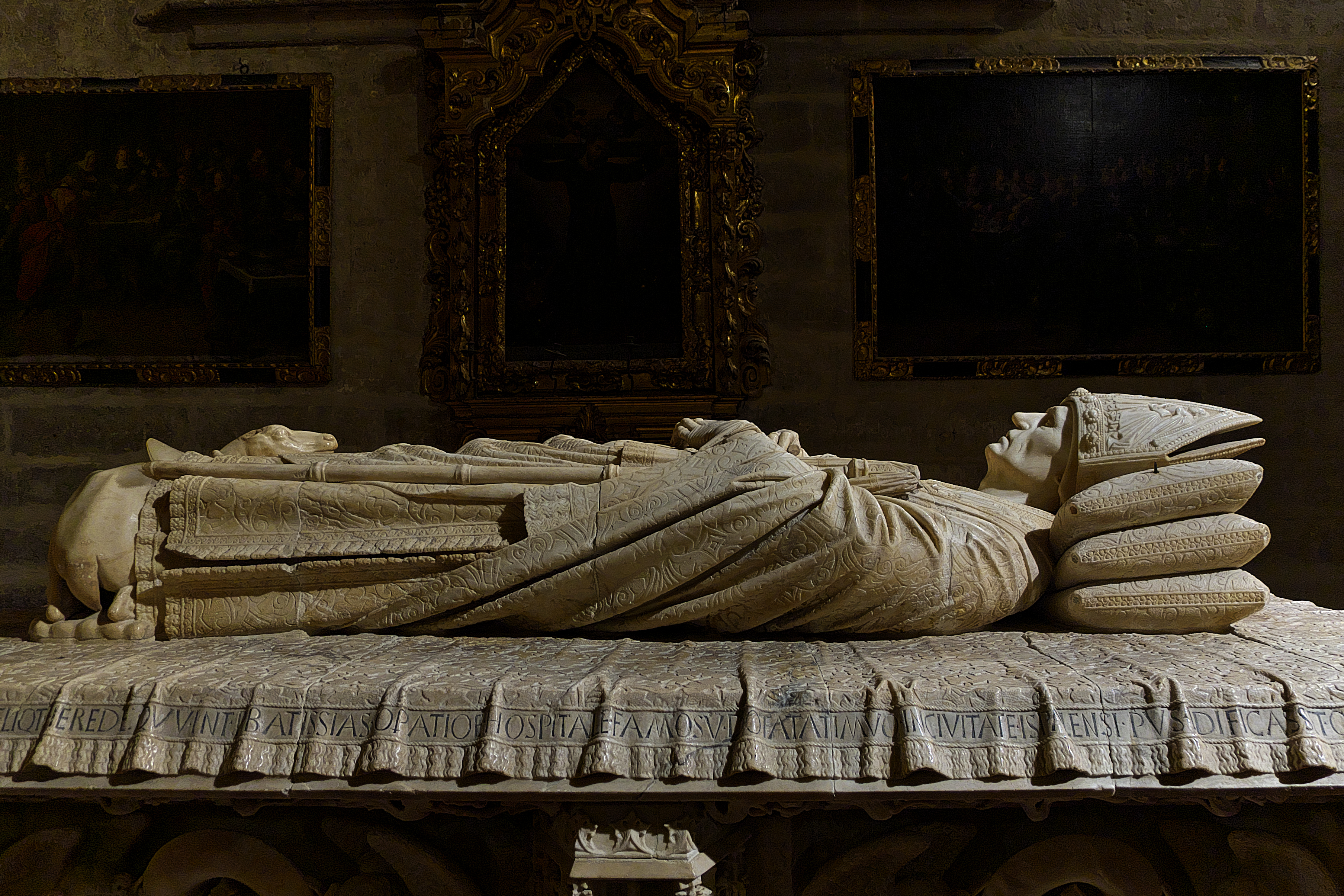
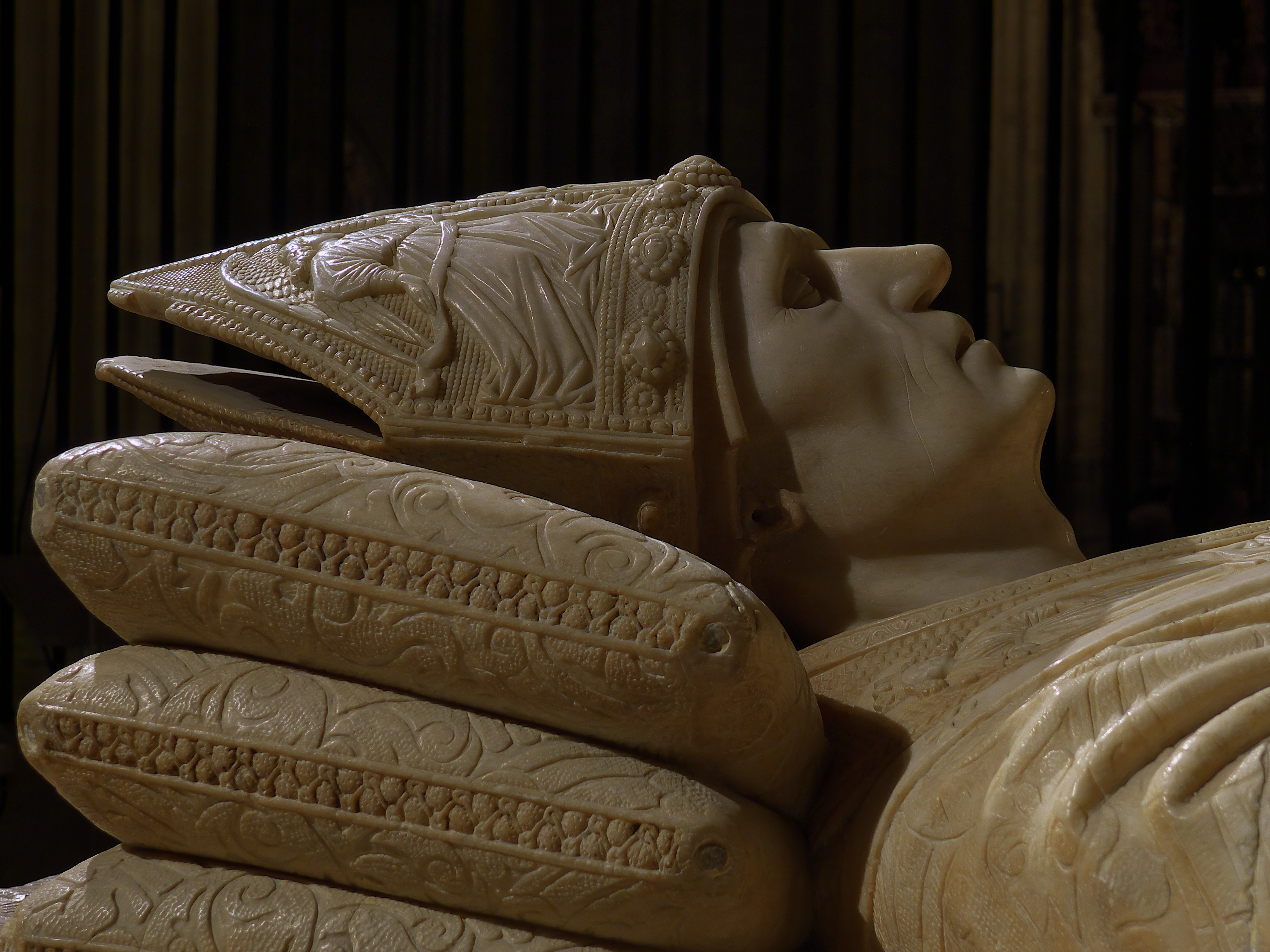
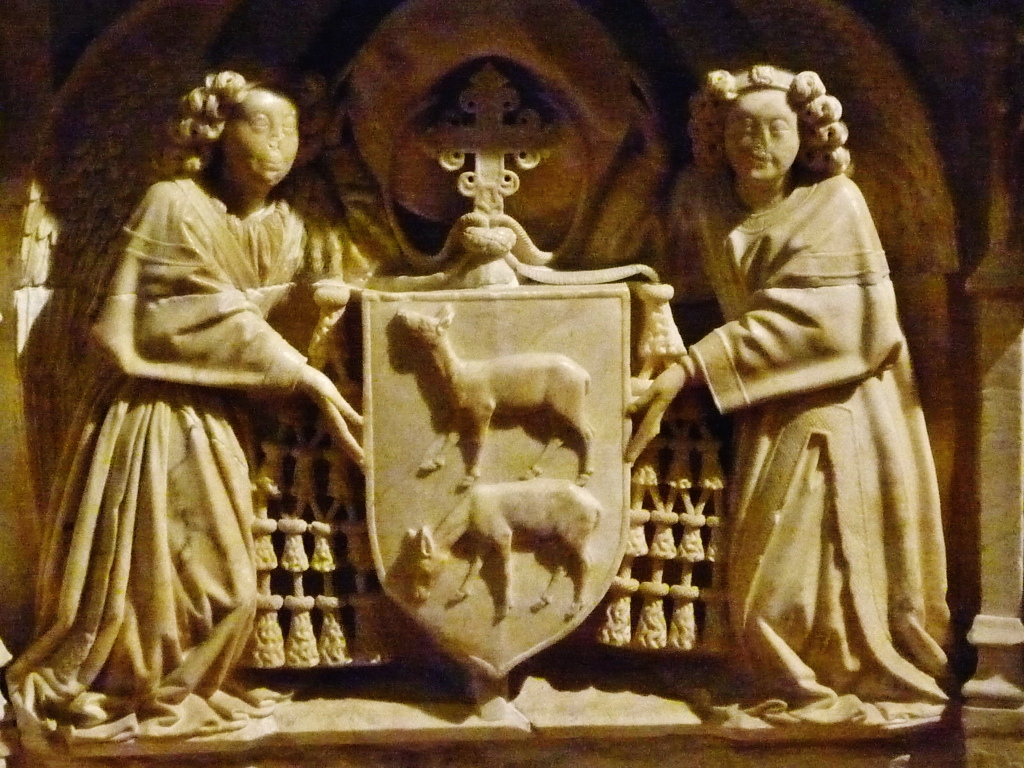

### Portes de la cathédrale de Séville
Mercadante réalise d'autres travaux à la demande du chapitre de la cathédrale de Séville, notamment sur la porte de la Naissance et sur celle du Baptême, pour lesquelles il réalise douze statues de terre cuite : les quatre évangélistes, San Laureano et San Hermenegildo (porte de la Naissance) ; les saints évêques Isidore, Léandre et Fulgencio, ainsi que les saintes Justa, Rufina et Florentina. La pierre locale ne se prêtant pas à la sculpture, Mercadante choisi d'utiliser la terre cuite. Ce choix, pour des statues de grande taille destinées à être exposée à l'extérieur, indique une familiarité (directe, ou indirecte, via un collaborateur) avec des techniques sophistiquées et alors peu répandues (sauf en Italie), que ce soit pour le modelage, la polychromie, la cuisson ou l'assemblage des pièces.
Jusqu'en 1911, ces œuvres étaient attribuées à Pedro Millán. Mercadante a sans doute également participé à la création des reliefs du tympan, peut-être aidé par un de ses collaborateurs.

Sculptures en  terre cuite pour la cathédrale de Séville.
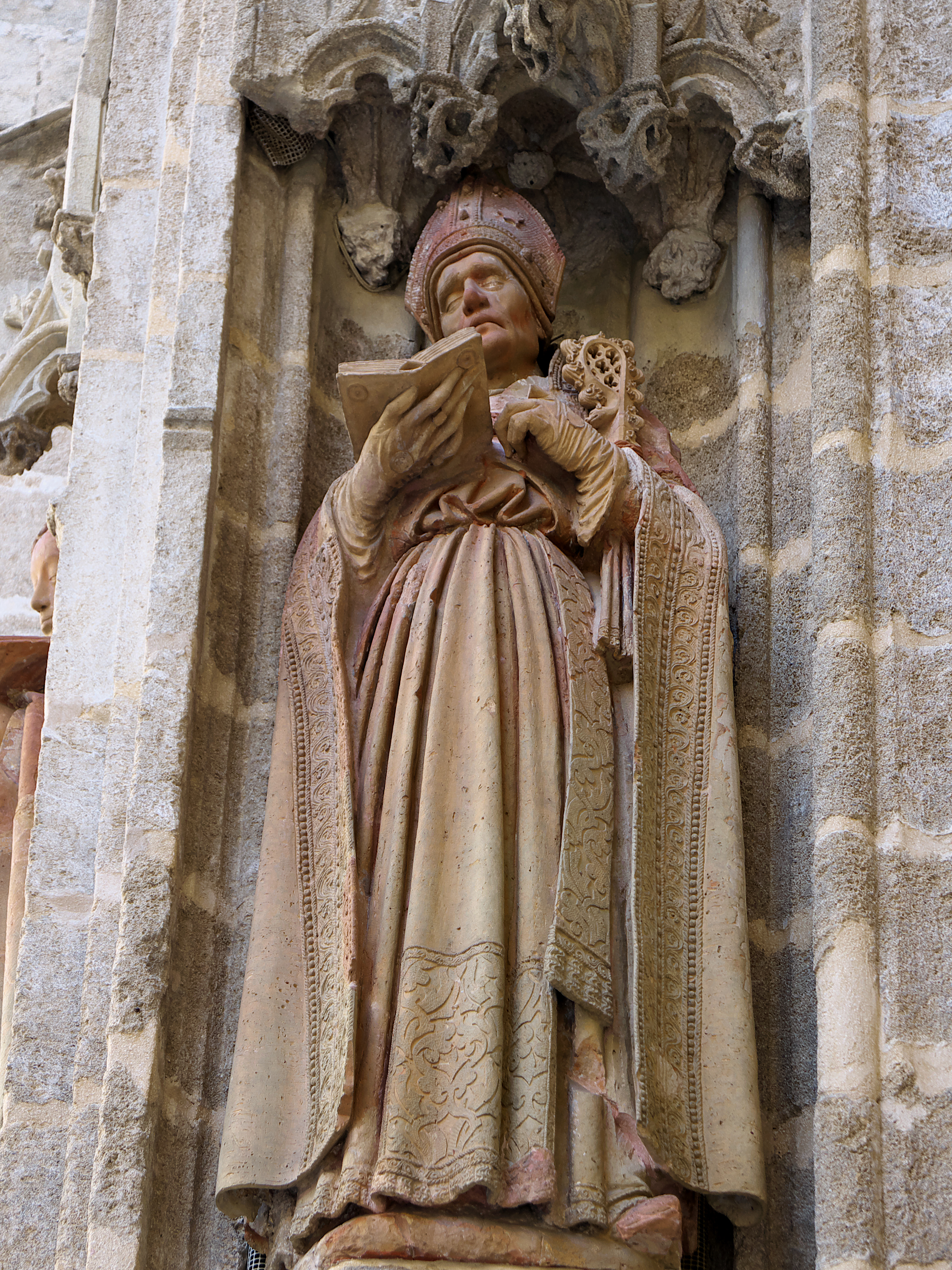
San Fulgencio.
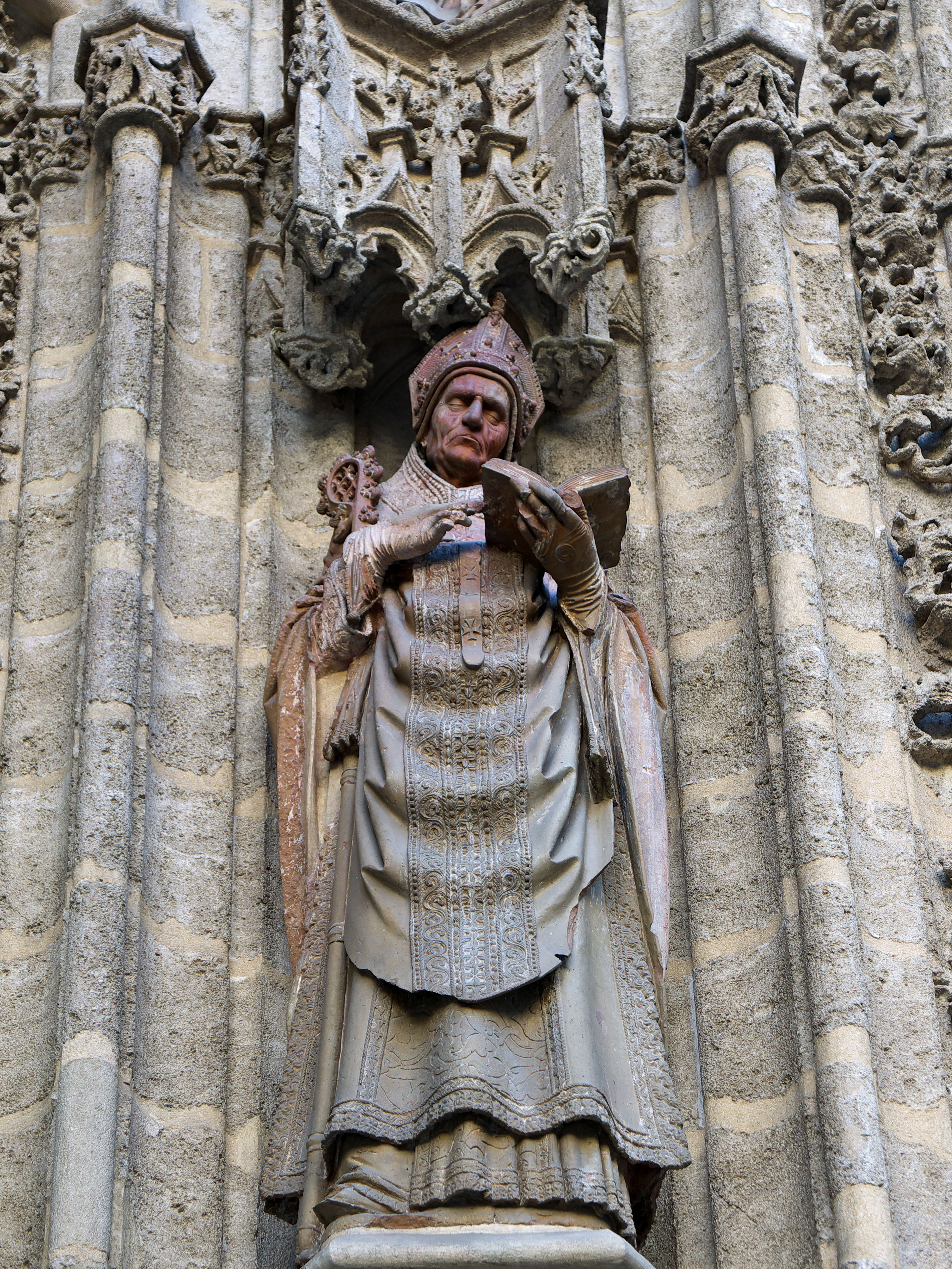
San Isidoro.
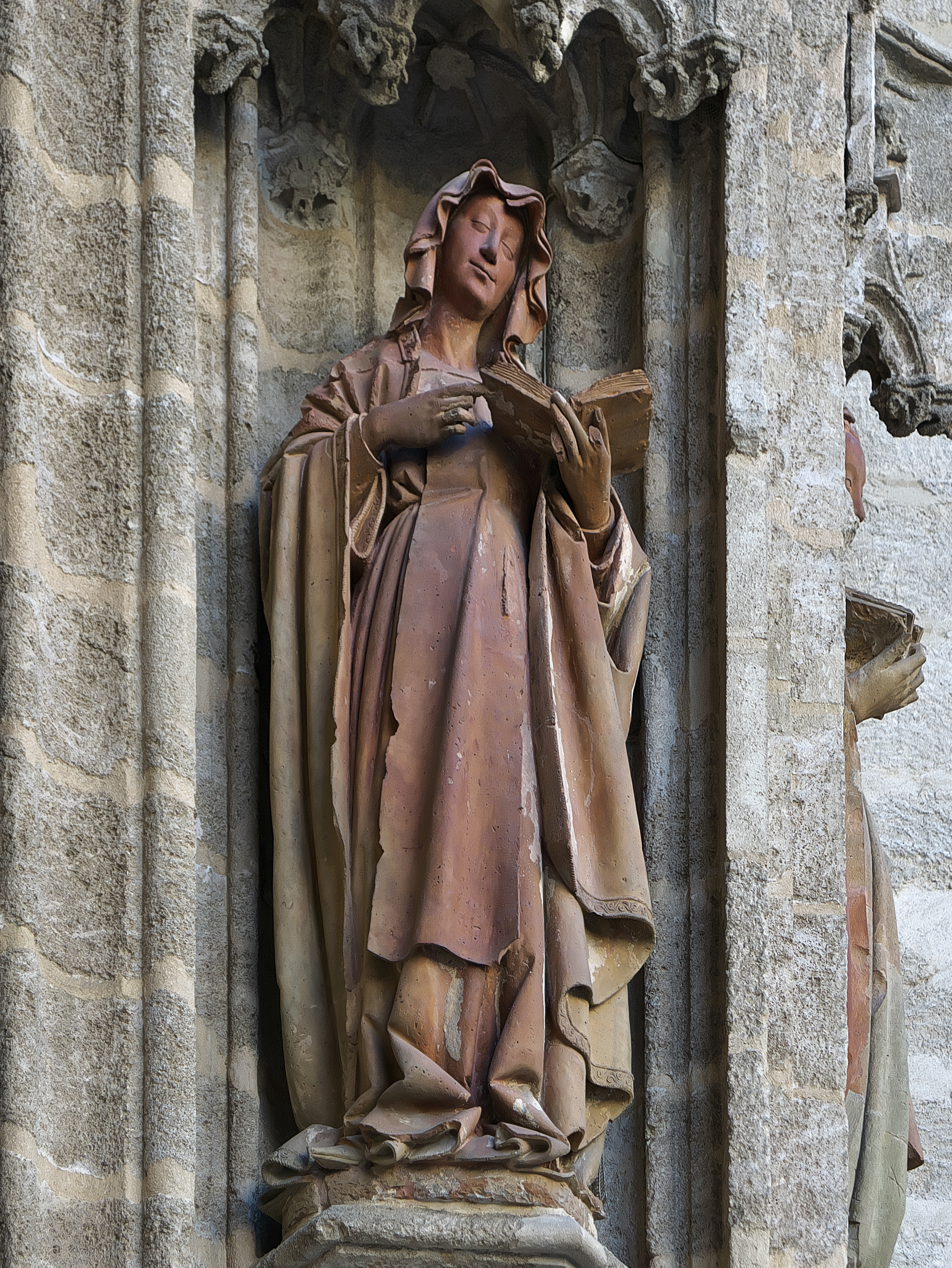
Santa Florentina.
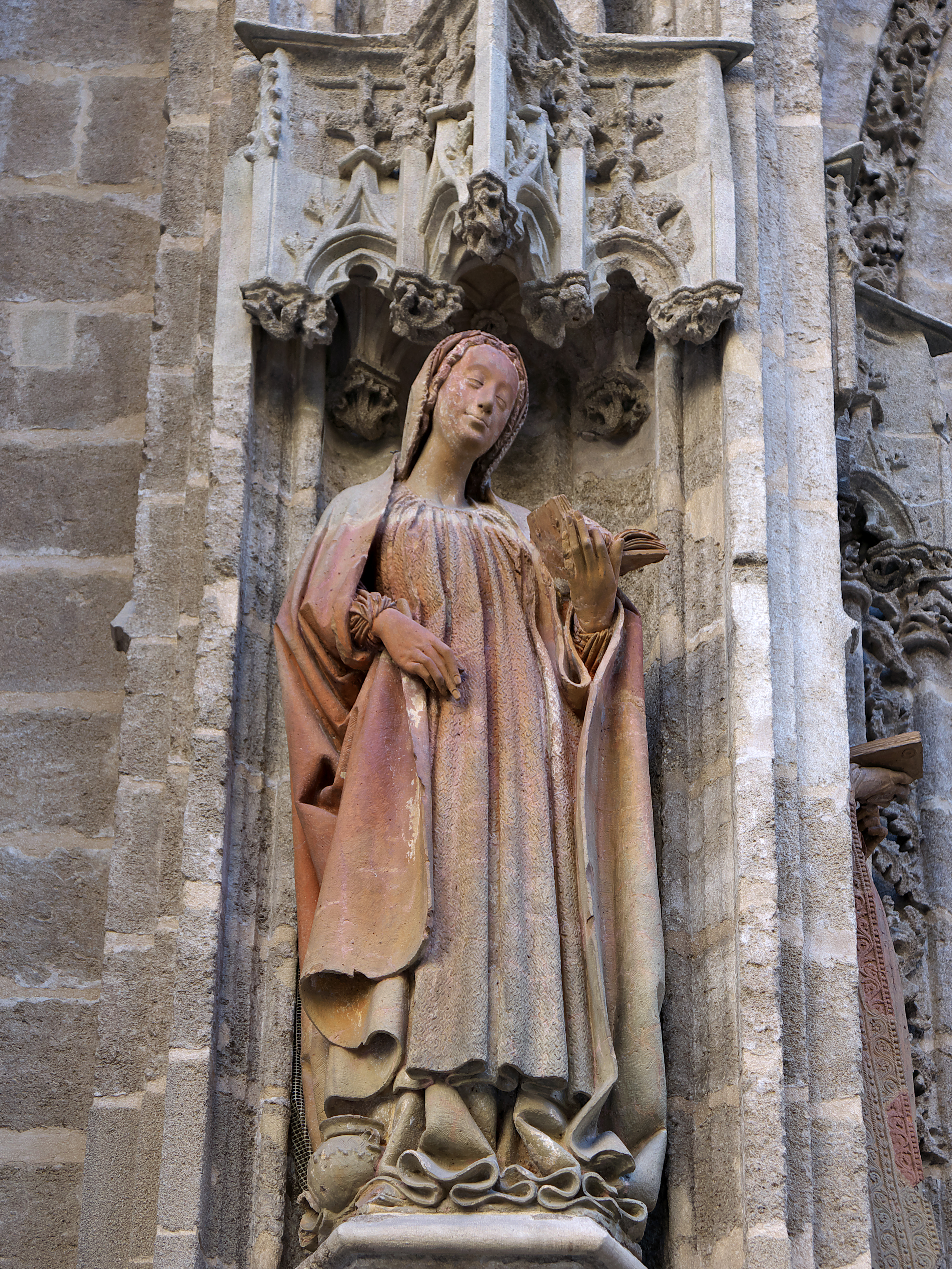
Santa Justa.

### Vierges
- Virgen del Buen Fin (Coll & Cortès, Madrid, originellement au palais de Topete, Villamartín, Cadix)[1].
- Virgen del Madroño (Vierge à l'arbousier) en albâtre polychrome, 1454, cathédrale de Séville[1].
- Vierge à la ceinture, terre cuite polychrome, ca 1470, cathédrale de Séville[1].
- Vierge à l'Enfant, couvent des clarisses de Fregenal de la Sierra (Badajoz)[1].
- Vierge à l'Enfant, Matthiesen Gallery, Londres[1].
- Vierge du couvent de Madre de Dios, Séville
- Virgen de las Cuevas, ca. 1460, terre cuite, musée des beaux-arts de Séville[1].

On connaît aussi de lui deux statues de saint Michel, la première au Musée d'Art de Catalogne (Barcelone) et la seconde à Sanlúcar la Mayor (Séville), ainsi qu'une Vierge à l'Enfant au Musée des Beaux-Arts de Séville.

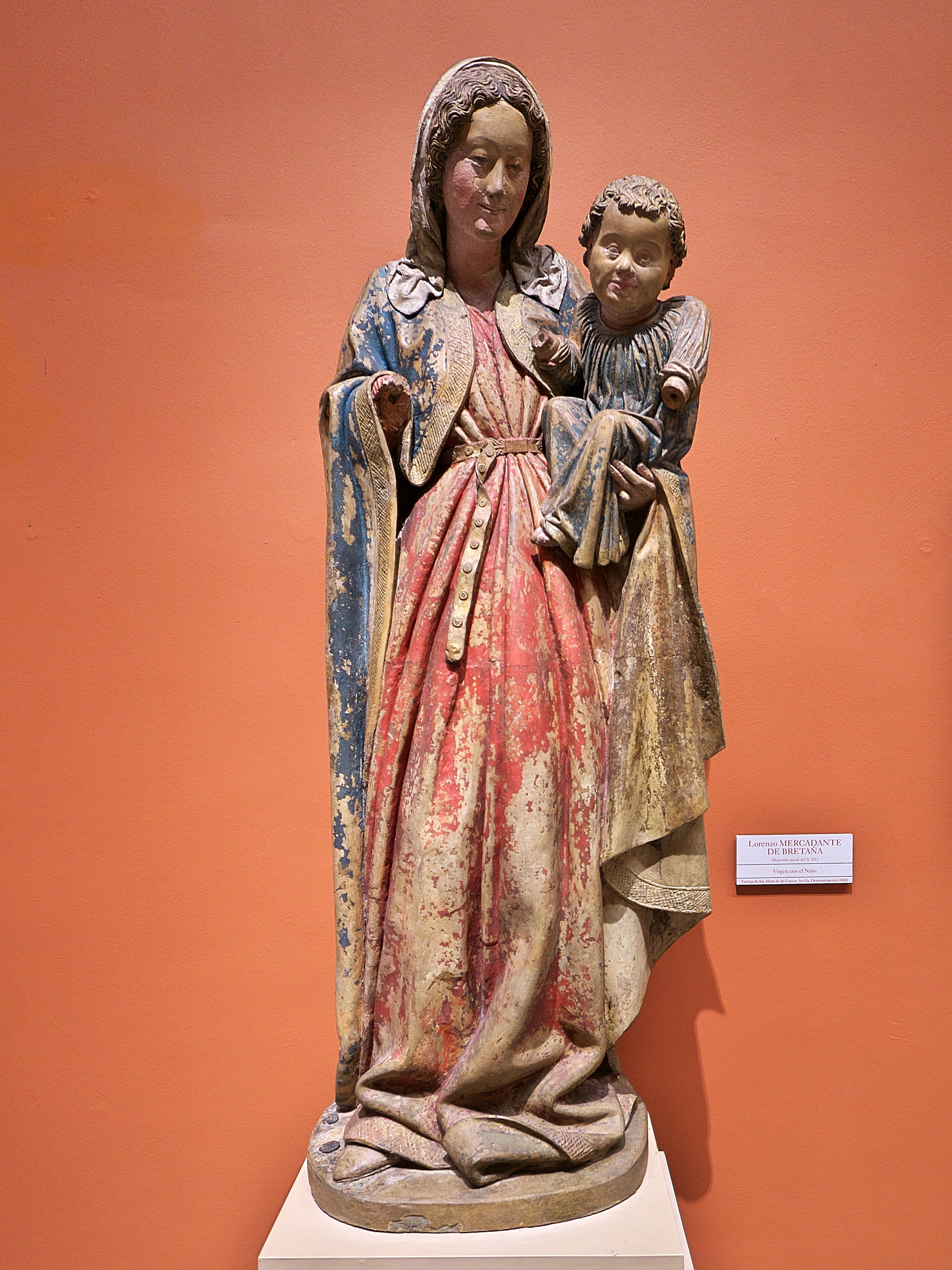
Vierge à l'Enfant. Terre cuite polychrome. Musée des beaux-arts de Séville (anciennement à la chartreuse de Santa María de las Cuevas, Séville).
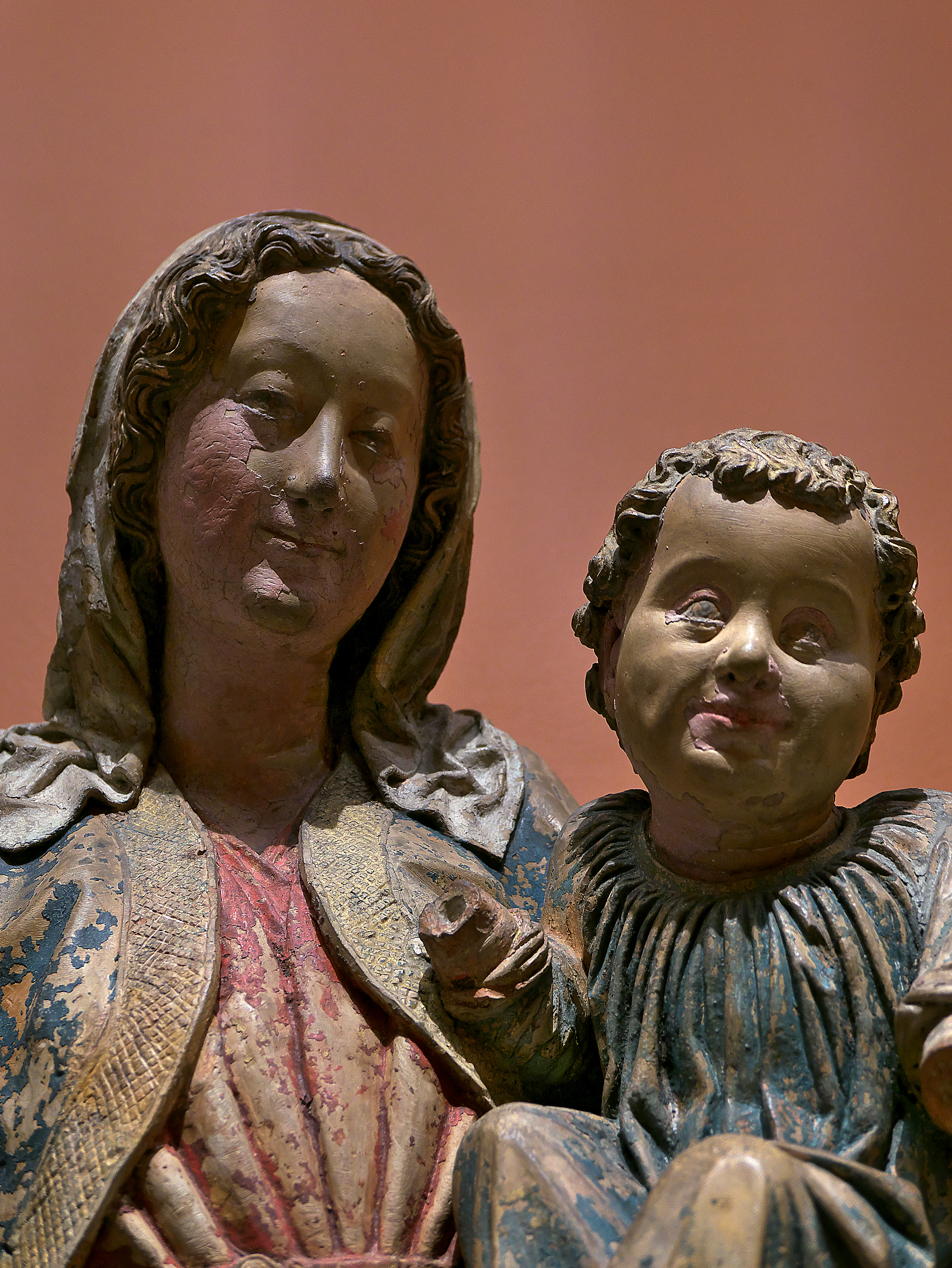
Vierge à l'Enfant (détail). Terre cuite polychrome. Musée des beaux-arts de Séville (anciennement à la chartreuse de Santa María de las Cuevas, Séville).
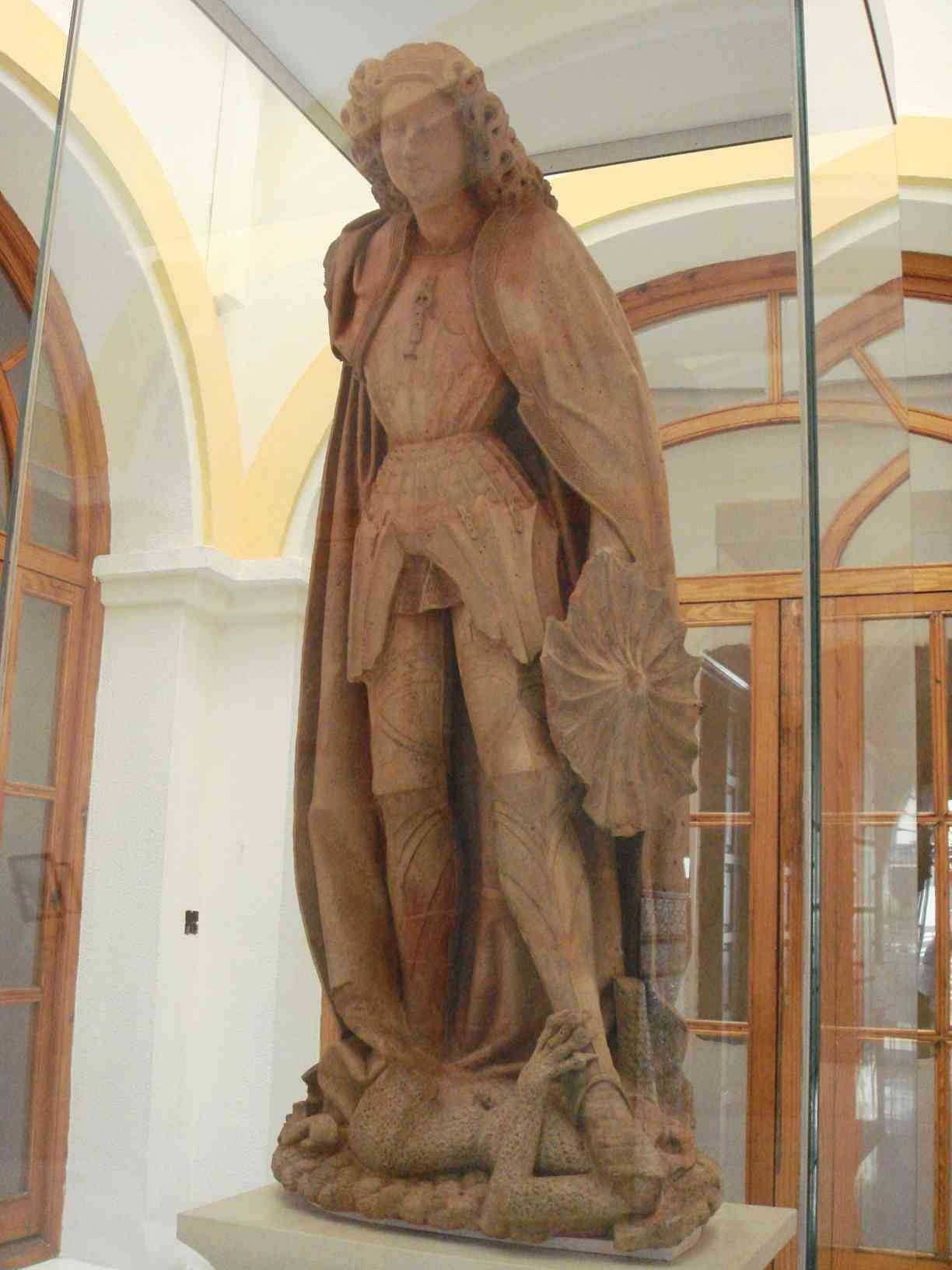
L'archange saint Michel. Hôtel de ville de Sanlúcar la Mayor (province de Séville).

## Style
Mercadante est un artiste polyvalent, travaillant indistinctement l'albâtre, le bois ou la terre cuite. Son style marque la transition du gothique à la Renaissance. Il a peut-être été formé dans les milieux artistiques flamands, ce qui expliquerait le réalisme de ses sculptures, qui cherchent à suggérer la personnalité des personnages. Sa maîtrise de la terre cuite pointe à un possible passage par l'Italie. La chronologie et de nombreuses ressemblances stylistiques ont incité certains auteurs à rapprocher Mercadante de l'anonyme Maître de Charles d'Artois, qui exécuta les tombeaux de son patron (1393 -1471) et de sa première femme Jeanne de Saveuse (+ 1448) pour la collégiale d'Eu.
Son style bourguignon, ou franco-flamand, influence décisivement la sculpture sévillane de la fin de la période gothique et l'introduit aux nouveautés de la Renaissance. Il laisse derrière lui, avec sa maîtrise de la terre cuite polychrome, un atelier dans lequel se sont formés de nombreux artistes sévillans, comme Pedro Millàn, ainsi que des disciples plus tardifs comme Michel Perrin Luisa Roldàn.